# Malnad Gidda

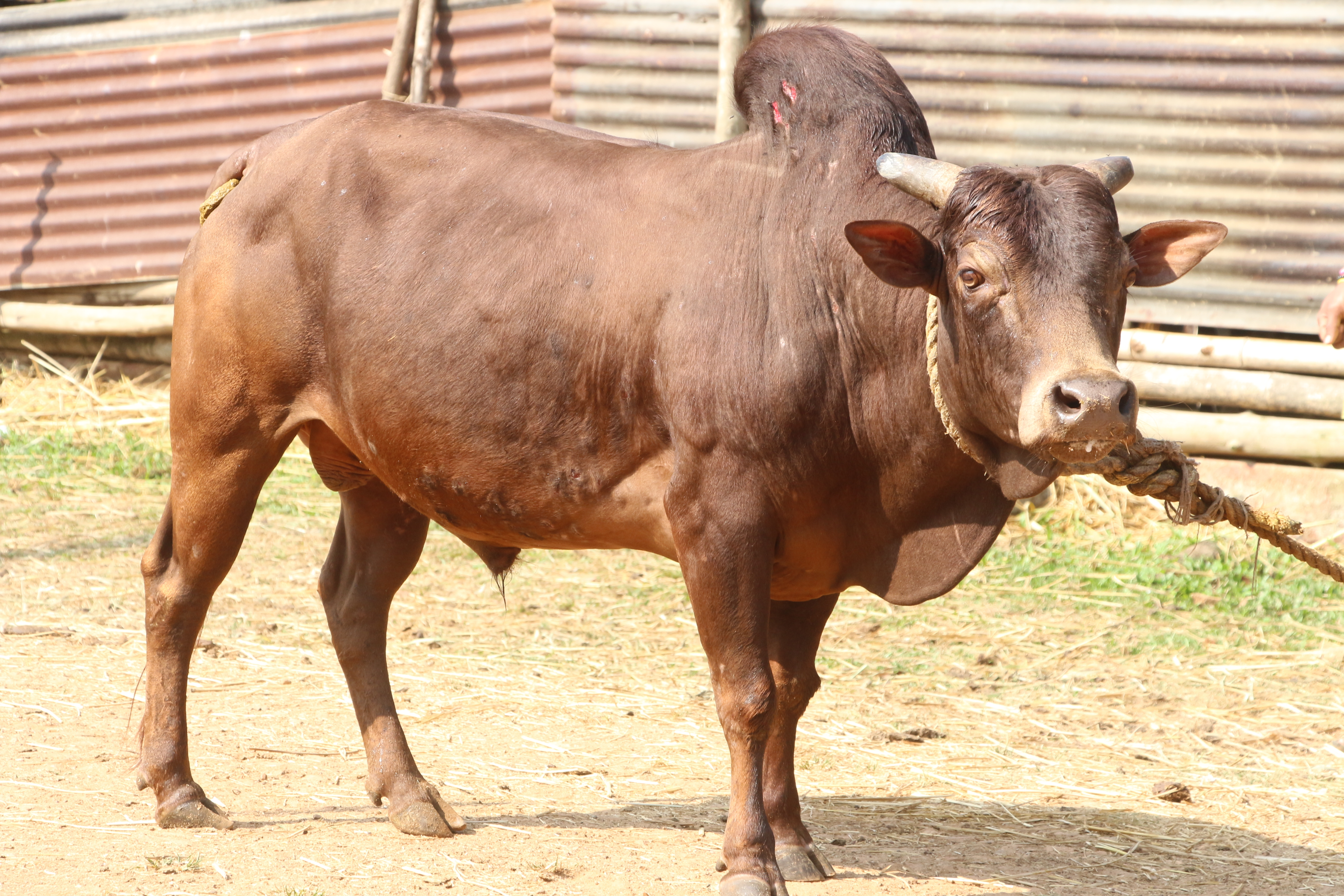
Malnad-Gidda-Bulle

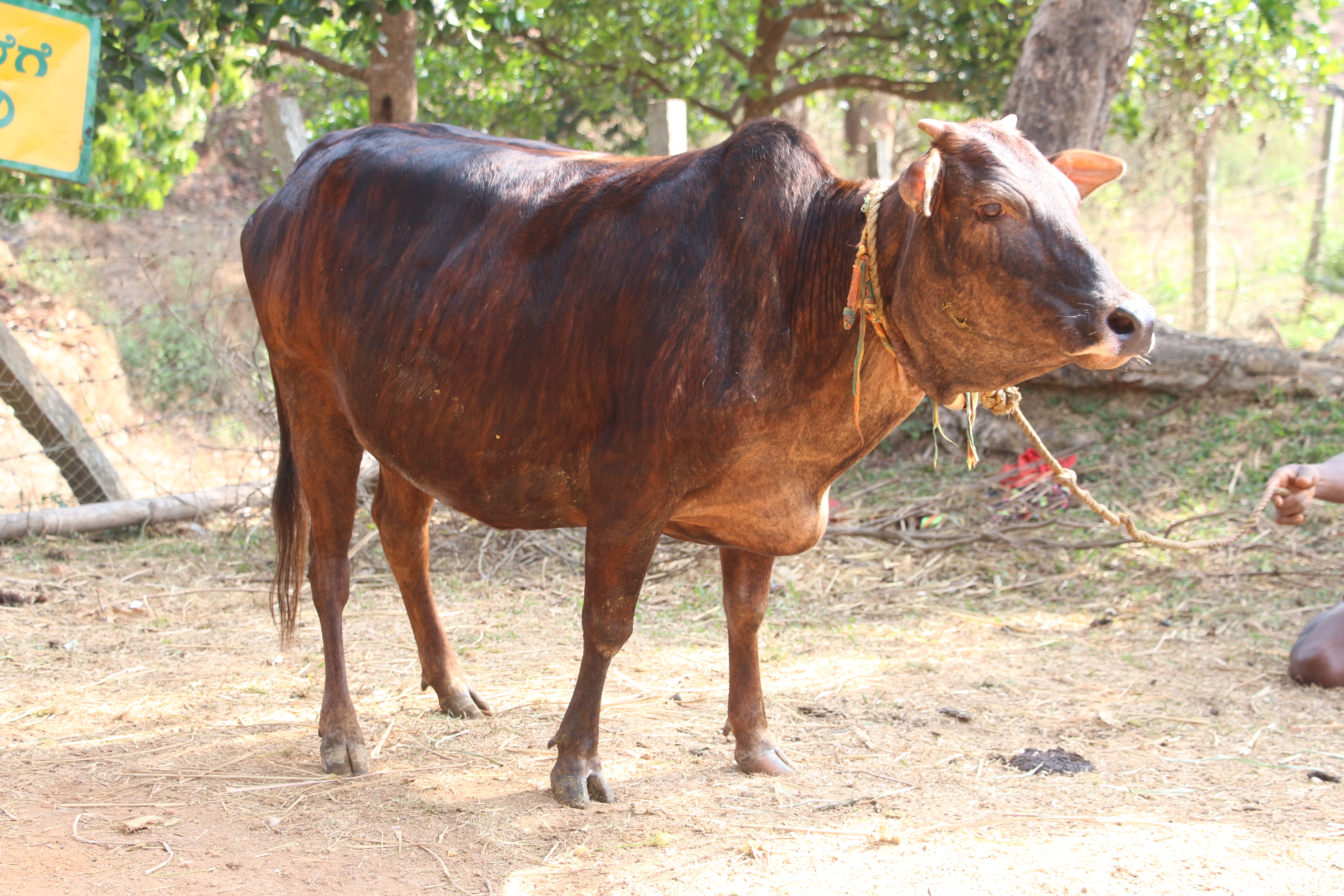
Malnad-Gidda-Kuh

Malnad Gidda oder Malenadu Gidda (Kannada ಮಲೆನಾಡು ಗಿಡ್ಡ) ist eine Zwergrinderrasse aus dem regenreichen Bergland (Malenadu) der Westghats im südindischen Bundesstaat Karnataka.

## Beschreibung
Die Rasse ist in den Distrikten Shivamogga, Chikkamagaluru, Udupi, Uttara Kannada und der Stadt Mangaluru von Karnataka heimisch. Die Zahl der Tiere wurde 2012 auf 1 bis 1,2 Millionen geschätzt.
Die ausgewachsenen Tiere haben eine Widerristhöhe von 81 bis 88 cm, eine Länge von 88 bis 90 cm und ein Gewicht von zwischen 80 und 120 Kilogramm. Sie sind von unterschiedlicher Fellfärbung (von weiß über rötlich bis tiefschwarz, oder gemischt). Der Schwanz ist lang und berührt fast den Boden. Charakteristisch sind der sehr gedrungene Hals und die meist kurzen, häufig nur stummelförmig ausgebildeten Hörner. Vom Aspekt her ähneln sie eher europäischen Hausrindern als Zebus.
Die Tiere gelten als robust, resistent gegenüber Krankheiten, angepasst an das lokale Klima (Monsun, feuchte Hitze) und anspruchslos in der Haltung. Durchschnittlich erreichen sie ein Alter zwischen 9 und 12 Jahren. Trotz ihrer Kleinheit werden sie als relativ flink und wendig beschrieben. Die Rinder werden typischerweise tagsüber im Freien gelassen, wo sie in den Bergwäldern grasen und verbringen die Nacht im Stall. Milch, Urin und Dung erfreuen sich der Wertschätzung in der traditionellen indischen Medizin.
Malnad Gidda werden aufgrund ihres Dungs, zur Milchproduktion und als Arbeitstiere gehalten. Der Dung dient als Dünger oder getrocknet als Brennmaterial. Die Milchleistung liegt bei etwa 1,5 bis 3 Litern pro Tag und etwa 218 Litern pro Kalb. In dem Bestreben, die Milchleistung zu erhöhen, wurden zum Teil andere Rassen eingekreuzt.
Im Juli 2012 erkannte das indische Nationale Büro für Haustiergenetische Ressourcen (National Bureau of Animal Genetic Resources, NBAGR) der Rasse Malnad Gidda den Status einer registrierten nationalen Varietät zu. Die Regierung von Karnataka erklärte ihre Absicht, die Erhaltung der lokalen Rinderrasse zu unterstützen und 2017 wurde ein entsprechendes Reinzuchtprogramm aufgelegt. Das Projekt wird durch die Deutsche Gesellschaft für Internationale Zusammenarbeit (GIZ) unterstützt.